# Золотой глобус (премия, 1969)
26-я церемония вручения наград премии «Золотой глобус»

24 февраля 1969 года
Лучший фильм (драма): 

«Лев зимой»
Лучший фильм (комедия или мюзикл): 

«Оливер!»
Лучшое ТВ-шоу: 

«Хохмы Роуэна и Мартина»
< 25-я Церемонии вручения 27-я >
26-я церемония вручения наград премии «Золотой глобус» за заслуги в области кинематографа и телевидения за 1968 год состоялась 24 февраля 1969 года в Cocoanut Grove, Ambassador Hotel (Лос-Анджелес, Калифорния, США).

## Список лауреатов и номинантов
• Победители выделены отдельным цветом. 

### Игровое кино
| Категории                                    | Лауреаты и номинанты                                                                                          | Лауреаты и номинанты                                                                                        |
| -------------------------------------------- | --- | --- |
| Лучший фильм (драма)                         | • Лев зимой / The Lion in Winter                                                                              | • Лев зимой / The Lion in Winter                                                                            |
| Лучший фильм (драма)                         | • Чарли / Charly                                                                                              | |
| Лучший фильм (драма)                         | • Посредник / The Fixer                                                                                       | |
| Лучший фильм (драма)                         | • Сердце — одинокий охотник / The Heart Is a Lonely Hunter                                                    | |
| Лучший фильм (драма)                         | • Башмаки рыбака / The Shoes of the Fisherman                                                                 | |
| Лучший фильм (комедия или мюзикл)            | • Оливер! / Oliver!                                                                                           | • Оливер! / Oliver!                                                                                         |
| Лучший фильм (комедия или мюзикл)            | • Смешная девчонка / Funny Girl                                                                               | |
| Лучший фильм (комедия или мюзикл)            | • Твои, мои и наши / Yours, Mine and Ours                                                                     | |
| Лучший фильм (комедия или мюзикл)            | • Странная парочка / The Odd Couple                                                                           | |
| Лучший фильм (комедия или мюзикл)            | • Радуга Финиана / Finian’s Rainbow                                                                           | |
| Лучший режиссёр                              | | • Пол Ньюман за фильм «Рейчел, Рейчел»                                                                      |
| Лучший режиссёр                              | • Энтони Харви — «Лев зимой»                                                                                  | |
| Лучший режиссёр                              | • Кэрол Рид — «Оливер!»                                                                                       | |
| Лучший режиссёр                              | • Уильям Уайлер — «Смешная девчонка»                                                                          | |
| Лучший режиссёр                              | • Франко Дзеффирелли — «Ромео и Джульетта»                                                                    | |
| Лучшая мужская роль (драма)                  | | • Питер О’Тул — «Лев зимой» (за роль короля Англии Генриха II)                                              |
| Лучшая мужская роль (драма)                  | • Алан Аркин — «Сердце — одинокий охотник» (за роль Джона Сингера)                                            | |
| Лучшая мужская роль (драма)                  | • Алан Бейтс — «Посредник» (за роль Якова Бока)                                                               | |
| Лучшая мужская роль (драма)                  | • Тони Кёртис — «Бостонский душитель» (за роль Альберта де Сальво)                                            | |
| Лучшая мужская роль (драма)                  | • Клифф Робертсон — «Чарли» (за роль Чарли Гордона)                                                           | |
| Лучшая женская роль (драма)                  | | • Джоан Вудвард — «Рейчел, Рейчел» (за роль Рейчел Кэмерон)                                                 |
| Лучшая женская роль (драма)                  | • Миа Фэрроу — «Ребёнок Розмари» (за роль Розмари Вудхаус)                                                    | |
| Лучшая женская роль (драма)                  | • Кэтрин Хепбёрн — «Лев зимой» (за роль Алиеноры Аквитанской)                                                 | |
| Лучшая женская роль (драма)                  | • Ванесса Редгрейв — «Айседора» (за роль Айседоры Дункан)                                                     | |
| Лучшая женская роль (драма)                  | • Берил Рид — «Убийство сестры Джордж» (англ.) (за роль Джун «Джордж» Бакридж)                                | |
| Лучшая мужская роль (комедия или мюзикл)     | | • Рон Муди — «Оливер!» (за роль Феджина)                                                                    |
| Лучшая мужская роль (комедия или мюзикл)     | • Фред Астер — «Радуга Финиана» (за роль Финиана Маклонергана)                                                | |
| Лучшая мужская роль (комедия или мюзикл)     | • Джек Леммон — «Странная парочка» (за роль Феликса Ангера)                                                   | |
| Лучшая мужская роль (комедия или мюзикл)     | • Уолтер Маттау — «Странная парочка» (за роль Оскара Мэдисона)                                                | |
| Лучшая мужская роль (комедия или мюзикл)     | • Зеро Мостел — «Продюсеры» (за роль Макса Бялыстока)                                                         | |
| Лучшая женская роль (комедия или мюзикл)     | | • Барбра Стрейзанд — «Смешная девчонка» (за роль Фанни Брайс)                                               |
| Лучшая женская роль (комедия или мюзикл)     | • Джули Эндрюс — «Звезда!» (англ.) (за роль Гертруды Лоуренс)                                                 | |
| Лучшая женская роль (комедия или мюзикл)     | • Люсиль Болл — «Твои, мои и наши» (за роль Хелен Норт Бердсли)                                               | |
| Лучшая женская роль (комедия или мюзикл)     | • Петула Кларк — «Радуга Финиана» (за роль Шэрон Маклонерган)                                                 | |
| Лучшая женская роль (комедия или мюзикл)     | • Джина Лоллобриджида — «Доброго вечера, миссис Кэмпбелл» (за роль Карлы Кэмпбелл)                            | |
| Лучший актёр второго плана                   | | • Дэниел Мэсси — «Звезда!» (за роль Ноэла Кауарда)                                                          |
| Лучший актёр второго плана                   | • Бо Бриджес — «Ради любви к Плющу» (англ.) (за роль Тима Остина)                                             | |
| Лучший актёр второго плана                   | • Осси Дэвис — «Охотники за скальпами» (англ.) (за роль Джозефа Ли)                                           | |
| Лучший актёр второго плана                   | • Хью Гриффит — «Оливер!» (за роль Магистрата)                                                                | |
| Лучший актёр второго плана                   | • Хью Гриффит — «Посредник» (за роль Лебедева)                                                                | |
| Лучший актёр второго плана                   | • Мартин Шин — «Если бы не розы» (за роль Тимми Клири)                                                        | |
| Лучшая актриса второго плана                 | | • Рут Гордон — «Ребёнок Розмари» (за роль Минни Кастевет)                                                   |
| Лучшая актриса второго плана                 | • Барбара Хэнкок — «Радуга Финиана» (за роль Сьюзен)                                                          | |
| Лучшая актриса второго плана                 | • Эбби Линкольн — «Ради любви к Плющу» (за роль Айви Мур)                                                     | |
| Лучшая актриса второго плана                 | • Сондра Локк — «Сердце — одинокий охотник» (за роль Мик Келли)                                               | |
| Лучшая актриса второго плана                 | • Джейн Мерроу — «Лев зимой» (за роль Элис)                                                                   | |
| Лучший дебют актёра                          | | • Леонард Уайтинг — «Ромео и Джульетта» (за роль Ромео)                                                     |
| Лучший дебют актёра                          | • Алан Алда — «Бумажный лев» (англ.)                                                                          | |
| Лучший дебют актёра                          | • Дэниел Мэсси — «Звезда!» (за роль Ноэла Кауарда)                                                            | |
| Лучший дебют актёра                          | • Майкл Саразин — «Приятная поездка» (англ.)                                                                  | |
| Лучший дебют актёра                          | • Джек Уайлд — «Оливер!»                                                                                      | |
| Лучший дебют актрисы                         | | • Оливия Хасси — «Ромео и Джульетта» (за роль Джульетты)                                                    |
| Лучший дебют актрисы                         | • Ева Аулин — «Сладкоежка»                                                                                    | |
| Лучший дебют актрисы                         | • Жаклин Биссет — «Приятная поездка»                                                                          | |
| Лучший дебют актрисы                         | • Барбара Хэнкок — «Радуга Финиана»                                                                           | |
| Лучший дебют актрисы                         | • Сондра Локк — «Сердце — одинокий охотник»                                                                   | |
| Лучший дебют актрисы                         | • Ли Тейлор-Янг — «Я люблю тебя, Элис Б. Токлас!» (англ.)                                                     | |
| Лучший сценарий                              | • Стёрлинг Силлифант за сценарий к фильму «Чарли»                                                             | • Стёрлинг Силлифант за сценарий к фильму «Чарли»                                                           |
| Лучший сценарий                              | • Мел Брукс — «Продюсеры»                                                                                     | |
| Лучший сценарий                              | • Джеймс Голдмен — «Лев зимой»                                                                                | |
| Лучший сценарий                              | • Роман Полански — «Ребёнок Розмари»                                                                          | |
| Лучший сценарий                              | • Далтон Трамбо — «Посредник»                                                                                 | |
| Лучшая музыка к фильму                       | • Алекс Норт за музыку к фильму «Башмаки рыбака»                                                              | • Алекс Норт за музыку к фильму «Башмаки рыбака»                                                            |
| Лучшая музыка к фильму                       | • Джон Барри — «Лев зимой»                                                                                    | |
| Лучшая музыка к фильму                       | • Кшиштоф Комеда — «Ребёнок Розмари»                                                                          | |
| Лучшая музыка к фильму                       | • Мишель Легран — «Афера Томаса Крауна»                                                                       | |
| Лучшая музыка к фильму                       | • Нино Рота — «Ромео и Джульетта»                                                                             | |
| Лучшая музыка к фильму                       | • Ричард М. Шерман и Роберт Б. Шерман — «Пиф-паф ой-ой-ой» (англ.)                                            | |
| Лучшая музыка к фильму                       | • Лайонел Барт — «Оливер!» (снят с номинации)                                                                 | |
| Лучшая песня                                 | • The Windmills of Your Mind — «Афера Томаса Крауна» — музыка: Мишель Легран, слова: Алан и Мэрилин Бергман   | • The Windmills of Your Mind — «Афера Томаса Крауна» — музыка: Мишель Легран, слова: Алан и Мэрилин Бергман |
| Лучшая песня                                 | • Buona Sera, Mrs. Campbell — «Доброго вечера, миссис Кэмпбелл» — музыка и слова: Мелвин Фрэнк и Риц Ортолани | |
| Лучшая песня                                 | • Chitty Chitty Bang Bang — «Пиф-паф ой-ой-ой» — музыка и слова: Ричард М. Шерман и Роберт Б. Шерман          | |
| Лучшая песня                                 | • Funny Girl — «Смешная девчонка» — музыка: Жюль Стайн, слова: Боб Мэррилл                                    | |
| Лучшая песня                                 | • Star! — «Звезда!» — музыка: Джимми Ван Хэйсен, слова: Сэмми Кан                                             | |
| Лучший иностранный фильм                     | • Война и мир (СССР)                                                                                          | • Война и мир (СССР)                                                                                        |
| Лучший иностранный фильм                     | • Невеста была в чёрном / La mariée était en noir (Франция)                                                   | |
| Лучший иностранный фильм                     | • Украденные поцелуи / Baisers volés (Франция)                                                                | |
| Лучший иностранный фильм                     | • Стыд / Skammen (Швеция)                                                                                     | |
| Лучший иностранный фильм                     | • Скупщики перьев / Скупљачи перја / Skupljači perja (Югославия)                                              | |
| Лучший иностранный фильм на английском языке | • Ромео и Джульетта / Romeo and Juliet (Великобритания, Италия)                                               | • Ромео и Джульетта / Romeo and Juliet (Великобритания, Италия)                                             |
| Лучший иностранный фильм на английском языке | • Бенжамен, или Дневник девственника / Benjamin ou Les mémoires d’un puceau (Франция)                         | |
| Лучший иностранный фильм на английском языке | • Доброго вечера, миссис Кэмпбелл / Buona Sera, Mrs. Campbell (Великобритания)                                | |
| Лучший иностранный фильм на английском языке | • Джоанна / Joanna (Великобритания)                                                                           | |
| Лучший иностранный фильм на английском языке | • Бедняжка / Poor Cow (Великобритания)                                                                        | |

### Телевизионные награды
| Категории            | Лауреаты и номинанты                                                                   | Лауреаты и номинанты                                             |
| -------------------- | -------------------------------------------------------------------------------------- | ---------------------------------------------------------------- |
| Лучшое ТВ-шоу        | • Хохмы Роуэна и Мартина / Rowan & Martin’s Laugh-In                                   | • Хохмы Роуэна и Мартина / Rowan & Martin’s Laugh-In             |
| Лучшое ТВ-шоу        | • Шоу Кэрол Бёрнетт / The Carol Burnett Show                                           |                                                                  |
| Лучшое ТВ-шоу        | • Шоу Дорис Дэй / The Doris Day Show                                                   |                                                                  |
| Лучшое ТВ-шоу        | • Джулия / Julia                                                                       |                                                                  |
| Лучшое ТВ-шоу        | • Наименование игры / The Name of the Game                                             |                                                                  |
| Лучший актёр на ТВ   |                                                                                        | • Карл Бетц — «Защитник Джадд» (англ.) (за роль Клинтона Джадда) |
| Лучший актёр на ТВ   | • Рэймонд Бёрр — «Железная сторона» (англ.) (за роль Роберта Т. Айронсайда)            |                                                                  |
| Лучший актёр на ТВ   | • Питер Грейвс — «Миссия невыполнима» (англ.) (за роль Джеймса Фелпса)                 |                                                                  |
| Лучший актёр на ТВ   | • Дин Мартин — «Шоу Дина Мартина» (англ.) (за роль самого себя)                        |                                                                  |
| Лучший актёр на ТВ   | • Ефрем Цимбалист мл. — «ФБР» (англ.) (за роль инспектора Льюиса Эрскина)              |                                                                  |
| Лучшая актриса на ТВ |                                                                                        | • Дайан Кэрролл — «Джулия» (за роль Джулии Бейкер)               |
| Лучшая актриса на ТВ | • Дорис Дэй — «Шоу Дорис Дэй» (за роль Дорис Мартин)                                   |                                                                  |
| Лучшая актриса на ТВ | • Хоуп Лэнг — «Призрак и миссис Муир» (англ.) (за роль Кэролин Муир)                   |                                                                  |
| Лучшая актриса на ТВ | • Элизабет Монтгомери — «Моя жена меня приворожила» (за роль Саманты Стивенс / Серины) |                                                                  |
| Лучшая актриса на ТВ | • Нэнси Синатра — «Шоу Нэнси Синатры»                                                  |                                                                  |

### Специальные награды
| Награда                                                     | Лауреаты            | Лауреаты            | Лауреаты            |
| ----------------------------------------------------------- | ------------------- | ------------------- | ------------------- |
| Премия Сесиля Б. Де Милля (Награда за вклад в кинематограф) | - Грегори Пек       | - Грегори Пек       | - Грегори Пек       |
| Премия Генриетты Henrietta Award (World Film Favorites)     | - Сидни Пуатье      | - Шон Коннери       | - Ричард Бёртон     |
| Премия Генриетты Henrietta Award (World Film Favorites)     | - Софи Лорен        | - Элизабет Тейлор   | - Джули Эндрюс      |
| Мисс «Золотой глобус» 1969 (Символическая награда)          | - Франсуаза Ружиери | - Франсуаза Ружиери | - Франсуаза Ружиери |